# Acrocercops phaeomorpha
Acrocercops phaeomorpha är en fjärilsart som beskrevs av Edward Meyrick 1919. Acrocercops phaeomorpha ingår i släktet Acrocercops och familjen styltmalar. Inga underarter finns listade i Catalogue of Life.